# Hokej na lodzie na Zimowym Olimpijskim Festiwalu Młodzieży Europy 2025 – turniej dziewcząt
Turniej w hokeju na lodzie dziewcząt podczas XVII Zimowego Olimpijskiego Festiwalu Młodzieży Europy 2025 w Tbilisi odbył się w dniach od 6 do 10 lutego 2025 roku. Wszystkie mecze rozgrywane były w hali Tbilisi Ice Arena. Do rywalizacji przystąpiło 6 drużyn, podzielonych na dwie grupy. W fazie grupowej zmagania toczyły się systemem kołowym (tj. każdy z każdym, po jednym meczu). Po zakończeniu tego poziomu rozgrywek rozpoczęła się decydująca faza pucharowa.
Czeszki obroniły złoty medal wywalczony w 2023, pokonując w finale Finki 5:2 (0:0, 3:1, 2:1).

## Faza grupowa

### Grupa A
Wyniki
| 6 lutego 2025 | Czechy | 4:0 | Słowacja | Tbilisi Ice Arena |

| Szczegóły      | Szczegóły | Szczegóły       | Szczegóły | Szczegóły |
| -------------- | --------- | --------------- | --------- | --------- |
| Godzina: 14:30 |           | (3:0, 1:0, 0:0) |           |           |

| 7 lutego 2025 | Szwajcaria | 0:6 | Czechy | Tbilisi Ice Arena |

| Szczegóły      | Szczegóły | Szczegóły       | Szczegóły | Szczegóły |
| -------------- | --------- | --------------- | --------- | --------- |
| Godzina: 14:30 |           | (0:4, 0:2, 0:0) |           |           |

| 8 lutego 2025 | Słowacja | 4:3 pd. | Szwajcaria | Tbilisi Ice Arena |

| Szczegóły      | Szczegóły | Szczegóły            | Szczegóły | Szczegóły |
| -------------- | --------- | -------------------- | --------- | --------- |
| Godzina: 14:30 |           | (1:1, 1:2, 1:0, 1:0) |           |           |

Tabela
| Lp. | Zespół     | M | Z | Zd | Pd | P | G+ | G- | +/− | Pkt |
| --- | ---------- | - | - | -- | -- | - | -- | -- | --- | --- |
| 1.  | Czechy     | 2 | 2 | 0  | 0  | 0 | 10 | 0  | +10 | 6   |
| 2.  | Słowacja   | 2 | 0 | 1  | 0  | 1 | 4  | 7  | –3  | 2   |
| 3.  | Szwajcaria | 2 | 0 | 0  | 1  | 1 | 3  | 10 | –7  | 1   |

### Grupa B
Wyniki
| 6 lutego 2025 | Finlandia | 5:2 | Szwecja | Tbilisi Ice Arena |

| Szczegóły      | Szczegóły | Szczegóły       | Szczegóły | Szczegóły |
| -------------- | --------- | --------------- | --------- | --------- |
| Godzina: 18:00 |           | (0:0, 4:0, 1:2) |           |           |

| 7 lutego 2025 | Włochy | 0:18 | Finlandia | Tbilisi Ice Arena |

| Szczegóły      | Szczegóły | Szczegóły       | Szczegóły | Szczegóły |
| -------------- | --------- | --------------- | --------- | --------- |
| Godzina: 19:30 |           | (0:6, 0:7, 0:5) |           |           |

| 8 lutego 2025 | Szwecja | 20:2 | Włochy | Tbilisi Ice Arena |

| Szczegóły      | Szczegóły | Szczegóły        | Szczegóły | Szczegóły |
| -------------- | --------- | ---------------- | --------- | --------- |
| Godzina: 18:00 |           | (10:0, 6:2, 4:0) |           |           |

Tabela
| Lp. | Zespół    | M | Z | Zd | Pd | P | G+ | G- | +/− | Pkt |
| --- | --------- | - | - | -- | -- | - | -- | -- | --- | --- |
| 1.  | Finlandia | 2 | 2 | 0  | 0  | 0 | 23 | 2  | +21 | 6   |
| 2.  | Szwecja   | 2 | 1 | 0  | 0  | 1 | 22 | 7  | +15 | 3   |
| 3.  | Włochy    | 2 | 0 | 0  | 0  | 2 | 2  | 38 | –36 | 0   |

Półfinały
| 9 lutego 2025 | Czechy | 10:2 | Szwecja | Tbilisi Ice Arena |

| Szczegóły      | Szczegóły | Szczegóły       | Szczegóły | Szczegóły |
| -------------- | --------- | --------------- | --------- | --------- |
| Godzina: 10:00 |           | (4:0, 3:2, 3:0) |           |           |

| 9 lutego 2025 | Finlandia | 3:2 pd. | Słowacja | Tbilisi Ice Arena |

| Szczegóły      | Szczegóły | Szczegóły            | Szczegóły | Szczegóły |
| -------------- | --------- | -------------------- | --------- | --------- |
| Godzina: 13:30 |           | (0:0, 1:2, 1:0, 1:0) |           |           |

Mecz o piąte miejsce
| 10 lutego 2025 | Szwajcaria | 8:0 | Włochy | Tbilisi Ice Arena |

| Szczegóły      | Szczegóły | Szczegóły       | Szczegóły | Szczegóły |
| -------------- | --------- | --------------- | --------- | --------- |
| Godzina: 11:00 |           | (4:0, 1:0, 3:0) |           |           |

### Mecz o trzecie miejsce
| 10 lutego 2025 | Szwecja | 6:7 pd. | Słowacja | Tbilisi Ice Arena |

| Szczegóły      | Szczegóły | Szczegóły            | Szczegóły | Szczegóły |
| -------------- | --------- | -------------------- | --------- | --------- |
| Godzina: 14:30 |           | (2:1, 1:4, 3:1, 0:1) |           |           |

### Finał
| 10 lutego 2025 | Czechy | 5:2 | Finlandia | Tbilisi Ice Arena |

| Szczegóły      | Szczegóły | Szczegóły       | Szczegóły | Szczegóły |
| -------------- | --------- | --------------- | --------- | --------- |
| Godzina: 18:00 |           | (0:0, 3:1, 2:1) |           |           |